# 밀톤 플로레스
밀톤 하비에르 플로레스 미란다(스페인어: Milton Javier Flores Miranda, 1974년 12월 5일 ~ 2003년 1월 19일)는 온두라스의 전 축구 골키퍼였다. 엘 초콜라테(el Chocolate)라는 별명을 얻었다.
유소년 당시 플로레스는 야구를 배웠으나, 이후 골키퍼로서의 재능을 발견해 축구로 전향했다. 이후 라 리마의 초등학교에 입학했으며, 그곳에서 만난 카를로스 파본과 친구가 되었다.
1992년 온두라스의 레알 CD 에스파냐에서 데뷔했으며, 환상적인 활약을 펼치며 팬들에게 강렬한 인상을 심어주었다. 또한 1996년 1월 14일 브라질과의 1996년 CONCACAF 골드컵 조별 라운드 경기에 출전하여 온두라스 축구 국가대표팀에 정식으로 데뷔했으며, 이후 1998년 CONCACAF 골드컵에도 참가하는 등 총 22경기에 출전하였다.
2003년 1월 19일 산페드로술라의 한 도로에서 자동소총으로 무장한 괴한들에게 6발의 총을 맞았으며, 그 상태에서 자가용을 몰고 인근 병원으로 가던 중 병원 앞 정원에 있는 나무를 들이받은 채 사망했다. 이후 조사에서 경찰은 플로레스가 갱단에 의한 각종 흉악범죄가 빈발하는 우범지대를 통과하려다 사고를 당했다고 밝혔다.
사망 이후 폴리데포르티보 출라비스타에서 장례식이 거행되었으며, 플로레스의 지인과 가족을 포함해 소속팀 및 국가대표팀 동료들과 축구 관계자, TV 리포터 등이 참석해 온두라스에서 행해진 역대 장례식 중 가장 규모가 큰 장례식으로 기록되었다. 시신은 플로레스의 고향인 라 리마에 있는 리마 누에바 묘지에 안장되었다.
또한 라 리마 시 당국은 플로레스의 활약상을 기리고자 라 리마에 있는 경기장의 이름을 밀톤 플로레스 경기장으로 바꾸었다.